# Château de Herrebouc
Le château de Herrebouc est un château médiéval situé à Saint-Jean-Poutge, dans le Gers. 

## Toponymie
Le nom du château et de son moulin vient de la famille de Herrebouc, implantée depuis longtemps en Gascogne, qui les fit bâtir. On peut trouver les variantes gasconnes Herreboc, Herraboc, ou francisées Ferrebouc, Ferrabouc.

## Situation
Le château de Herrebouc se situe à Saint-Jean-Poutge, dans la vallée de la Baïse. Considéré comme un château gascon, il n’est pas bâti sur une hauteur comme le modèle-type, mais dans un vallon, à proximité d’un moulin. Le corps principal n’étant pas flanqué d’une ou plusieurs hautes tours, on le classe parfois parmi les salles. Le rôle de cette salle, dont les qualités défensives sont évidentes (murs épais de 1,60 m, mâchicoulis opérationnels, bretèche — appelée « moucharabi » par Ph. Lauzun), était, outre l’habitation de ses propriétaires, de protéger le moulin voisin. Selon Philippe Lauzun, Longtemps on a pris le château de Herrebouc pour le moulin lui-même ; et il n’est pas rare d’entendre dire, parlant de lui, le « moulin de Herrebouc ». Sa ressemblance avec les moulins fortifiés de la Gironde, des XIIIe et XIVe siècles (…) pourrait, à la rigueur, donner un instant le change sur sa destination.
Le château est proche de la Baïse, à un emplacement qui permettait un passage à gué des routes antiques (notamment entre Auch et Éauze), il a pu être identifié avec la station Vanesia (nom à l’origine de la Baïse) de la table de Peutinger, avant que des fouilles ne révèlent l’existence de cet important relais routier au lieu-dit la Molère, à peu de distance. Le château, malgré ses dimensions modestes, devait donc jouer un rôle stratégique au-delà de la protection du moulin qui lui était associé.

## Historique
Le château date du XIIIe siècle. Un document daté de 1344 mentionne que Pelegrine de Ferrabouc, veuve de Géraud de Mimo, rend foy et hommage à Jean, comte d’Armagnac et de Rodez, pour son château de Ferrabouc supérieur, sis en Fezensac. Ce Ferrabouc supérieur désignait peut-être le village situé au-dessus du premier château.
Il reste en possession de la famille de Herrebouc jusqu’au mariage en 1392 de Mondine, fille de Bertrand de Herrebouc, avec Bernard VI de Castelbajac. La trace des propriétaires du château se perd quelque peu, ceux-ci préférant loger habituellement dans leurs autres possessions, jusqu’au début du XVIIe siècle. Il est alors acquis par les Verduzan, ancienne famille qui a donné naissance à nombre de guerriers, dont Hugues de Verduzan, compagnon d’armes de La Hire et Xaintrailles aux côtés de Jeanne d'Arc.
C’est aux générations successives de cette famille, au cours des XVIIe et XVIIIe siècles, avec notamment Joseph Anne Roger de Miran, que l’on perce les fenêtres à meneaux, et les ouvertures du rez-de-chaussée, on établit le grand escalier intérieur et l’ensemble reçoit une décoration de peintures murales dont il subsiste quelques vestiges. 
En 1780, le domaine est vendu à Antoine Hector de Cours, baron du Vignau et de Lussagnet, une autre vieille famille gasconne. À la Révolution, le château échappe à la saisie comme bien national et Antoine Hector n’est pas contraint d’émigrer.
Le château est inscrit monument historique en 1926, ses communs et son moulin en 2002. En 2008, deux tables d'autels médiévales sont classées monuments historiques au titre objet,.
Au XXIe siècle, il est le centre d'un domaine viticole.

## Architecture

### Bâtiment principal
De plan sensiblement carré (13,30 m sur 12,20 m, pour une hauteur de 16 m), le château est couvert d’un toit de tuiles à quatre pentes. Des échauguettes carrées en encorbellement sur mâchicoulis, elles aussi couvertes d’un toit à quatre pentes, occupent trois des angles du château. Les ouvertures sont rares, inexistantes à l’origine au rez-de-chaussée, alors que chaque façade présente une ou deux fenêtres à meneaux percées au XVIe siècle, sur chacun des trois niveaux supérieurs. Au sommet des murs se trouvait un chemin de ronde reliant les trois échauguettes, et laissant donc supposer la présence de créneaux. Parmi les aménagements apportés par les Verduzan, on admira fort la terrasse entourée de balustres, ainsi que le grand parc avec ses jardins à l’anglaise, ses parterres fleuris et son temple de Vénus.
Le château possède des caves, la principale voûtée en berceau plein cintre, orientée nord-sud, et deux autres plus petites, dont l’une également voûtée.

### Communs
Le château occupe l’angle sud-est d’un vaste quadrilatère fermé par des murs, les deux côtés opposés au château étant les communs. La chapelle à chevet plat, aujourd’hui disparue, occupait le mur sud. Il n’en subsiste que trois ouvertures cintrées correspondant aux trois travées de la nef. Puis sur le mur ouest, se trouvait la sacristie plus tard remplacée par un pigeonnier doté d’un haut toit à quatre pentes, et l’étable. L’autre côté est occupé par un chai dont la charpente est soutenue par deux piliers cylindriques. Enfin, l’angle nord-est présente un bâtiment plus élevé, destiné à servir de logis d'appoint.

### Moulin
Le moulin, situé à trente mètres au sud du château, est implanté dans une courbe marquée de la Baïse. C’est le plus imposant des moulins implantés le long de cette rivière. Sa construction remonte à la même époque que celle du château.

## Mobilier
Le château abrite deux tables d'autel d'époques romane et préromane, l’une, qui avait servi de soubassement à la cheminée du rez-de-chaussée, étant datée de l'an 990.